# Todos a una
Todos a una (Gung Ho!) es una película estadounidense dirigida por Ray Enright en 1943. Está basada en unos hechos reales relatados por el teniente W. S. Le Francois, U. S. M. C. Cuenta la historia de cómo se formó el pelotón de Carlson, su duro adiestramiento y el ataque a la isla de Makin que llevó a cabo durante la Segunda Guerra Mundial.

## Sinopsis
Siete semanas después del ataque nipón a Pearl Harbor, el Alto Mando del ejército norteamericano encomienda a voluntarios del 2º Batallón de la Marina atacar las islas japonesas. Los soldados elegidos son muy diferentes entre sí, pero todos tienen en común su rudeza y su odio visceral a los japoneses. A las órdenes del coronel Thorwald entrenan todas las formas de combate imaginables. Al grito de "Gung Ho!" (trabajar juntos) emprenden finalmente su misión: aniquilar la comandancia japonesa más grande de la isla de Makin.

## Reparto
| Actor            | Personaje                  |
| ---------------- | -------------------------- |
| Randolph Scott   | Coronel Thorwald           |
| Alan Curtis      | John Harbison              |
| Noah Beery, Jr.  | Kurt Richter               |
| J. Carrol Naish  | Teniente C. J. Cristoforos |
| Sam Levene       | Correo (Leo Andreof)       |
| David Bruce      | Larry O’Ryan               |
| Richard Lane     | Capitán Dunphy             |
| Walter Sande     | McBride                    |
| Louis Jean Heydt | Teniente Roland Browning   |
| Robert Mitchum   | Pig-Iron                   |
| Rod Cameron      | Rube Tedrow                |
| Grace McDonald   | Kathleen Corrigan          |
| Milburn Stone    | Comandante Blake           |
| Peter Coe        | Kozzarowski                |
| Harold Landon    | Frankie Montana            |

## Nota
En 2006 la película fue editada en DVD con el título Gung Ho!.